# The Best of Dorien B.
Pour plus de détails, voir Fiche technique et Distribution.
The Best of Dorien B. est un film belge réalisé par Anke Blondé et sorti en 2019.

## Fiche technique
- Scénario : Anke Blondé et Jean-Claude van Rijckeghem
- Genre : Comédie dramatique
- Montage : Axel Skovdal Roelofs
- Musique :Rutger Reinders
- Date de sortie : 
  -  Belgique : 11 septembre 2019

## Distribution
- Dirk Van Dijck : Jos
- Katelijne Verbeke : Monique
- Jelle De Beule : Jeroen
- Robrecht Vanden Thoren : Miguel
- Peter De Graef : Gilbert
- Wine Dierickx : Liesbeth
- Kim Snauwaert : Dorien
- Isabelle Van Hecke (nl) : Mlle Hadewijch
- Kristien De Proost (nl) : Mlle Ruth
- Willem Loobuyck : Milos
- Lander Minne : Kas

## Distinctions

### Récompenses
- 2019 : Galway Film Fleadh : Prix de la meilleure première production
- 2019 : Lucca Film Festival : Mention honorable

### Sélection
- Arras Film Festival 2019 : sélection en compétition européenne